# Oliva bulbar
En anatomía, los cuerpos olivares o simplemente olivas (del latín oliva y olivae, singular y plural, respectivamente) son un par de estructuras ovaladas prominentes en la médula oblonga, la porción inferior del tronco encefálico. Contienen los núcleos olivares.

## Estructura
El cuerpo olivar está situado en la superficie anterior de la médula, lateral a la pirámide, de la que está separado por el surco antero-lateral y las fibras del nervio hipogloso.
Por detrás (dorsalmente), está separado del surco postero-lateral por el fascículo espinocerebeloso ventral. En la depresión entre el extremo superior de la oliva y el puente de Varolio se encuentra el nervio vestibulococlear.
En los humanos, mide aproximadamente 1,25 cm de longitud, y entre su extremo superior y el puente de Varolio hay una ligera depresión a la que se unen las raíces del nervio facial.
Las fibras arcuatas externas serpentean por la parte inferior de la pirámide y la oliva y penetran en el pedúnculo inferior. 

### Núcleos olivares
La oliva bulbar consta de dos partes:
- El núcleo olivar inferior (o "complejo"), que forma parte del sistema olivo-cerebeloso y participa principalmente en el aprendizaje y la función motora cerebelosa.
- El núcleo olivar superior, considerado parte de la protuberancia y del sistema auditivo, que ayuda a la percepción del sonido.

El núcleo olivar inferior se divide a su vez en 3 núcleos principales:
- El núcleo olivar primario que consiste en la estructura laminar principal.
- El núcleo olivar accesorio medial se encuentra entre el núcleo olivar primario y la pirámide, y forma una lámina curvada, cuya concavidad se dirige lateralmente.
- El núcleo olivar accesorio dorsal es el más pequeño, y aparece en la sección transversal como una lámina curvada detrás del núcleo olivar primario.

Las pequeñas estructuras olivares inferiores adicionales consisten en el casquete dorsal de Kooy y la excrecencia ventrolateral.

## Imágenes adicionales

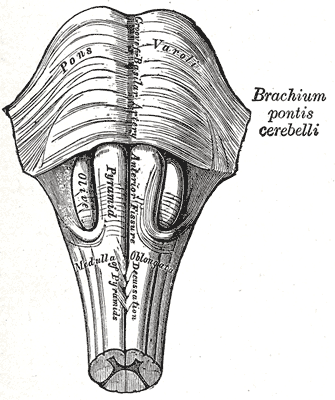
La médula, mostrando los cuerpos olivares adyacentes a las pirámides.
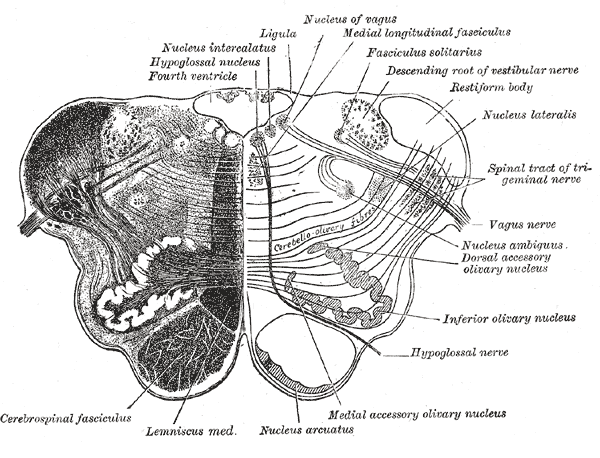
Sección transversal de la médula oblonga por debajo de la parte media de la oliva.
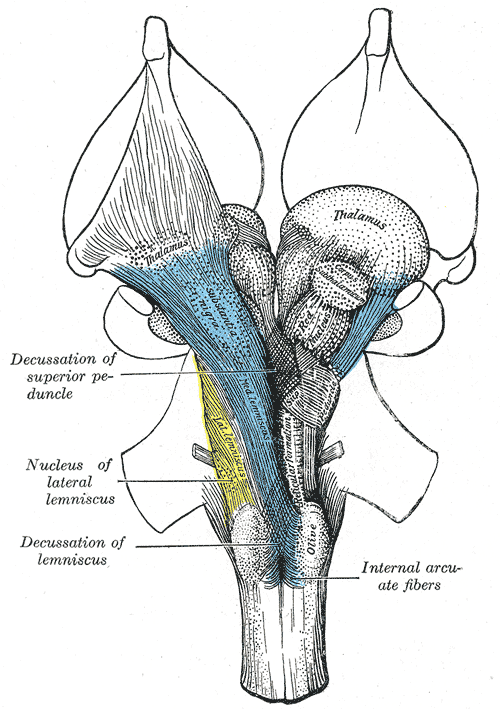
Disección profunda del tronco encefálico. Vista ventral.
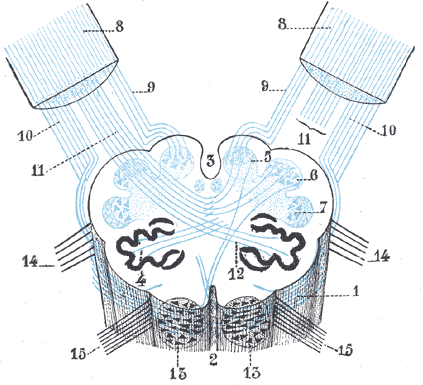
Diagrama que muestra el curso de las fibras arcuatas.
Vista basal de un cerebro humano.